# Vinland Saga
Vinland Saga (jap. ヴィンランド・サガ, Vinrando Saga) ist eine historisch inspirierte Manga-Reihe von Makoto Yukimura, die von 2005 bis 2025 erschien. Die Geschichte beginnt mit dem jungen Isländer Thorfinn, der sich einer Bande von Wikingern anschloss, um deren Anführer, den Mörder seines Vaters, im Zweikampf zu besiegen, und somit den Tod seines Vaters zu rächen. Inspiriert wurde sie durch die Vinland Saga und Teilen anderer nordischen Sagas.
2019 wurde eine Animeumsetzung der Reihe durch Wit Studio veröffentlicht. In der zweiten ab Januar 2023 ausgesendeten Staffel übernahm MAPPA die Produktion.

## Inhalt

### Historischer Hintergrund
Yukimura setzt seine Geschichte ins Europa des frühen 11. Jahrhunderts und verknüpft dabei Fiktion mit historischen Personen, Schlachten und anderen Gegebenheiten. So erzählt er unter anderem von der Invasion der Wikinger unter Dänenkönig Sven Gabelbart in England und den dort geführten Schlachten, von den Jomswikingern und den Entdeckungsfahrten Leif Erikssons. Dabei geht er über den reinen geschichtlichen Rahmen hinaus und versucht die damalige Zeit detailliert wiederzugeben. Dabei geht es auch um den ursprünglichen heidnischen Glauben der Wikinger und die fortschreitende Christianisierung.
Im Manga tauchen auch verschiedene historische Persönlichkeiten auf. Darunter Leif Eriksson, der in Island als Geschichtenerzähler auftritt, und Sigvald von Seeland als König der Jomswikinger. Auch Thorkell der Lange, Sven Gabelbart und Knut der Große sowie Harald II. gehören zu den historischen Persönlichkeiten.

### Handlung
Die Geschichte von Vinland Saga teilt sich laut dem Autor Makoto Yukimura in vier Handlungsbögen: einen Kriegsabschnitt (戦争編 Sensō-hen), einen Sklavereiabschnitt (奴隷編 Dorei-hen), einen Abschnitt zur Östlichen Expedition (東方遠征編 Tōhōensei-hen) und einen noch nicht vollendeten vierten Abschnitt.
Krieg
Im Jahre 1002 ist Thorfinn sechs Jahre alt und lebt mit seiner Familie in einer kleinen Siedlung auf Island. Das Leben mit seinem Vater Thors, seiner Mutter Helga und seiner älteren Schwester Ylfa dort ist zwar hart, aber unbeschwert. Sein Vater, der den Beinamen „Troll von Joms“ trägt, täuschte in einer Schlacht vor Norwegen seinen Tod vor, um von den Jomswikingern desertieren zu können, und verschwand mit seiner Frau nach Island. Seine Mutter ist eine Tochter König Sigvaldis. Die einzigen Abenteuer bringen die Geschichten des belächelten Leif Eriksson, der von der Entdeckung des sagenumwobenen Vinlands berichtet.
Doch dies ändert sich, als ein Kriegsschiff in den Hafen einläuft. An Bord ist Floki, ein Gesandter König Sigvaldis von Jomsburg, der Thorfinns Vater dazu erpresst, sie in der Schlacht um England zu unterstützen. Dieser, ein ehemaliger Kriegsheld, der dem Töten aber lange abgeschworen hat, willigt widerstrebend ein und macht ein Schiff nach Jomsburg klar. Mit einigen übereifrigen jungen Männern des Dorfes und in Begleitung von Leif bricht er auf. Thorfinn versteckt sich heimlich an Bord. In der Zwischenzeit erteilt Floki auf den Färöer-Inseln dem Anführer einer Söldnertruppe, Askeladd, den Auftrag Thors zu töten. Schließlich erhält Askeladd die Aufgabe den jungen Prinzen Knud dabei zu unterstützen, den Thron seines Königsvaters Sven zu besteigen.
So kommt es bald zum Duell zwischen Askeladd und Thors, wobei Thorfinns Vater der Sieger ist. Dieser verliert aber dennoch sein Leben, als er jenes seines Sohnes zu schützen versucht. Einzig vom Wunsch nach Rache getrieben, schließt sich Thorfinn daraufhin Askeladd an, um diesen eines Tages in einem fairen Duell zu besiegen.
Sechs Jahre später überfallen Wikinger unter Dänenkönig Sweyn England, darunter auch Askeladd und seine Truppe. Thorfinn übernimmt die Schmutzarbeit für Askeladd, um sich dadurch das Recht auf fortwährende Duelle zu verschaffen. Im Jahr 1013 scheint der Krieg für England verloren. Nur London hält unter der Führung des Jomswikingers Thorkell den Belagerern stand. Nach einem weiteren gescheiterten Angriff, in dessen Folge es zum Kampf zwischen Thorfinn und Thorkell kommt, ziehen sich die Dänen zurück und König Sweyn schickt seinen jüngsten Sohn, Knut, die Belagerung fortzusetzen, doch auch dieser scheitert.
Der Prinz und sein Treuer Ragnar werden daraufhin von Thorkell gejagt. In der Folge gelingt es Askeladd und seiner Truppe des Prinzen habhaft zu werden. Askeladd nutzt Canute zunächst als politische Marionette; opfert sich jedoch, um Canute den Thron zu sichern. Seiner Rache beraubt attackiert Thorfinn den Prinzen, wird aber überwältigt und als Sklave an einen Farmer verkauft. Dort sinnt Thorfinn über den zukünftigen Inhalt seines Lebens, während Canute durch Intrigen die Herrschaft über England erlangt.
Sklaverei
Ein Jahr nach Askeladds Tod arbeitet Thorfinn als Sklave auf einer großen Farm, die dem reichen Bauern Ketil gehört, der Sklaven gut behandelt. Ein weiterer Sklave den dieser später kauft, Einar, arbeitet fortan mit Thorfinn zusammen und freundet sich mit diesem an. Im Gegensatz zu Thorfinn ist er als Bauer aufgewachsen. Ihre Arbeit besteht daraus ein Stück Wald zu roden und dort Weizen anzubauen. Mit dem Erlös des verkauften Weizens gibt Ketil ihnen die Möglichkeit, sich in einigen Jahren freizukaufen. Thorfinn und Einar sehen sich jedoch immer wieder Schikanen der Gehilfen ausgesetzt, die auf sie als Sklaven herabsehen und ihre ohnehin mühevolle Arbeit erschweren. Die Farm bezahlt auch etwa ein Dutzend Söldner, um sich vor Dieben zu schützen. Ihr Anführer ist Snake, ein hervorragender Schwertkämpfer. Thorfinn wird jede Nacht von Albträumen geplagt, an die er sich morgens jedoch nicht mehr erinnert. Doch nach und nach kann er sich durch den Einfluss der Menschen um ihn herum seiner dunklen Vergangenheit stellen und trifft nach einer Schlägerei mit den Gehilfen den Entschluss fortan wie sein Vater Thors ein gewaltfreies Leben zu führen. Währenddessen ist Canute sowohl König von England als auch Dänemark geworden, nachdem er seine Konkurrenten vergiftete. Auf Ketils Farm kommt es zu einer Konfrontation mit Canute. Dieser sieht, dass Thorfinn sich zu einem Pazifisten gewandelt hat und verschont auf dessen Bitte das Leben der Bauern. Wieder frei lebend segeln Thorfinn und Einar zusammen mit Leif zurück nach Island, wo sie im Dezember 1018 eintreffen.
Östliche Expedition
In Island trifft Thorfinn seine Mutter und seine Schwester Ylva wieder. Er erzählt ihnen von den vergangenen Jahren und kündigt ihnen seine Absicht an nach Vinland zu reisen, um dort eine friedliche Gesellschaft aufzubauen. Für das Unterfangen braucht er jedoch finanzielle Unterstützung und so beschließt Thorfinn den reichen Halfdan den „Kettenleger“ um Geld zu bitten. Halfdans Sohn Sigurd soll gerade die Grönländerin Gudrid heiraten, die jedoch seit ihrer Kindheit lieber in See stechen möchte, anstatt das traditionelle Hausfrauendasein zu fristen. Sie schleicht sich daher davon und trifft am Bootsanleger auf Thorfinns Gruppe. Durch ein Missverständnis greift Sigurd die Gruppe an und verletzt Thorfinn am Arm. Halfdan kommt hinzu und unterbricht den Kampf. Er lädt sie als Gäste ein und die Gruppe erklärt ihm ihr Vorhaben. Halfdan lehnt jedoch ab und gibt ihnen stattdessen als Test Narwalhörner. Um das nötige Geld für das Vorhaben aufzutreiben, muss die Gruppe den langen Weg nach Miklagard (Konstantinopel) segeln, um diese dort als Einhornhörner teuer zu verkaufen. Gudrid, die Sigurd in ihrer Hochzeitsnacht mit einem Messer verletzt und flüchtet, schließt sich ihnen an. Sigurd setzt Segel um sie zu verfolgen und Gudrid zurückzuholen, um seine Ehre wiederherzustellen. Auf den Shetland-Inseln nimmt Thorfinns Gruppe das Baby Karli und seinen Hund auf, die die einzigen Überlebenden eines angegriffenen Dorfes sind. Im Januar erreichen sie Norwegen. Dort treffen sie auf Hild, eine mit einer Armbrust bewaffnete Jägerin, als sie von einem Bären angegriffen werden. Hild erinnert sich an Thorfinn, denn Askeladds Gruppe hatte vor acht Jahren ihr Dorf angegriffen und ihre Familie getötet. Thorfinn selbst tötete Hilds Vater Hrafnkell. Hild versucht Thorfinn zu töten, doch dann verschont sie ihn vorerst, da sie seine Aufrichtigkeit eine friedliche Gesellschaft zu schaffen, prüfen möchte. Sie schließt sich seiner Gruppe an. Dennoch wurde Thorfinn in der Auseinandersetzung schwer verletzt, sodass die Gruppe bis zum April in Norwegen bleibt. In der Zwischenzeit wurde Sigurds Gruppe in der Ostsee geentert und als Sklaven gefangen genommen, und der friedensmüde Thorkell ist mit seinen Leuten aus England nach Dänemark zurückgekehrt, entgegen der Anordnungen König Canutes. In Dänemark trifft Thorfinn auf Thorkell und Floki. Als sie Jelling verlassen, wird Thorfinns Gruppe von unter Floki agierenden Jomswikingern angegriffen. Später kommt es bei Jomsburg zu einer Auseinandersetzung zwischen Thorkells und Flokis Truppen, die Thorkell gewinnt. Thorfinn wird als Sohn Thors zum Anführer der Jomswikinger ernannt. Er verschont Floki und seinen Enkel Baldr und löst die Jomswikinger auf. Gudrid gesteht Thorfinn ihre Gefühle und Sigurd beschließt, ohne sie nach Island zurückzukehren.
Zwei Jahre später ist Thorfinns Gruppe zurück in Island mit den Reichtümern, die sie in Griechenland durch den Verkauf der Narwalhörner erwerben konnten. Thorfinn beginnt Siedler für eine Kolonie in Vinland anzuwerben.

## Charaktere

### Thorfinn Karlsefni
Thorfinn (トルフィン Torufin) ist der Protagonist des Mangas und des Animes, Vinland Saga. Er ist ein Händler und Abenteurer, der versucht Vinland zu besiedeln. Thorfinn ist ein ehemaliger Krieger von Askeladds Bande und ein ehemaliger Sklave auf Ketils Farm. Außerdem ist er der Sohn von Thors, der bis zu seinem Treubruch der meist bekannte und gefürchtetste Jomsviking Krieger war. Thorfinn wurde in Island geboren, aber hat, aufgrund des anhaltenden Krieges, nicht die meiste Zeit seines Lebens dort verbracht. Er wird mit der Führung der Joms-Wikinger, wegen seiner Mutter Helga, betraut.
Zu Beginn der Serie wird Thorfinn als unschuldiger und freundlicher kleiner Junge, der auf der Suche nach Abenteuer ist, dargestellt. Er teilte eine gute Beziehung mit seiner Familie und genoss die Geschichten von Leifs Abenteuer. Er hat eine gute Beziehung zu seinem Vater Thors und schaute zu ihm auf. Das ging so weit, dass er sich irgendwann auf das Boot seines Vaters schlich, um mit ihm zu einem Abenteuer aufzubrechen. Auf dieser Reise starb sein Vater und Thorfinn nahm sich ab diesem Moment vor, Rache für seinen verstorbenen Vater zu nehmen.
Nach einiger Zeit schließt er sich der Gruppe von Askeladd an, wo er zu einer kaltblütigen Persönlichkeit wird, um seinen Vater zu rächen.

### Askeladd
Askeladd (アシェラッド Asheraddo) ist der Anführer einer kleinen, jedoch starken Wikingerbande, die ihren Erfolg seinen Strategien verdankt. Er ist der Sohn eines Dänen und einer walisischen Prinzessin, die dieser bei einem Wikingerraubzugs als Sklavin nahm. Askeladds Gruppe tötete Thorfinns Vater Thors in einem Auftragsmord Flokis. Den Rachewunsch des noch jungen Thorfinns, der den Mord an seinem Vater mit ansieht, nutzt er zu seinen Gunsten während der Wikingerinvasion Englands, indem er ihm Aufträge gibt und als Belohnung ein Duell mit ihm in Aussicht stellt. Er selbst ist ein talentierter Schwertkämpfer, sodass er den jungen Thorfinn mühelos immer wieder besiegt.

### Bjorn
Bjorn (ビョルン Byorun) steht in Askeladds Wikingerbande an zweiter Stelle. Er ist Däne und ein stämmiger Mann, der den Kampf liebt. Vor dem Kampf konsumiert er Pilze, die ihn in einen Rausch fallen lassen, sodass er zum Berserker wird. Bjorn wird in Gainsborough schwer verwundet als er Prinz Canute verteidigt. Da er nicht mehr lange zu Leben hat, fordert er Askeladd zu einem Schwertkampf heraus, um im Kampf zu sterben. Während des Duells offenbart er, dass er immer Askeladds Freund sein wollte und Askeladd antwortet, dass er sein einziger Freund war, bevor er ihn tötet.

### Thors
Thors (トールズ Tōruzu) ist Thorfinns Vater und General der Jomswikinger. Seine herausragenden Kampffähigkeiten verliehen ihm den Beinamen „Troll von Joms“. Nach der Geburt seiner Kinder wird er des ewigen Kämpfens überdrüssig und täuscht seinen eigenen Tod bei der Schlacht bei Hjørungavåg vor. Mit seiner Familie lässt er sich im weit abgelegenen Island nieder und lebt fortan als Pazifist. Als die Jomswikinger jedoch von seinem Überleben erfahren, wollen sie ihn wieder zum Kampf zwingen. Bevor es dazu kommt, wird er jedoch von Askeladds Gruppe im Auftrag von Floki, einem ehemaligen Kameraden Thors im Kampf getötet.

### Thorkell
Thorkell (トルケル Torukeru) ist ein Anführer der Jomswikinger und Thorfinns Schwiegeronkel. Er ist von riesiger Statur und lebt für den Kampf. Er kämpft zweimal gegen Thorfinn. Beim ersten Kampf verliert er zwei Finger und beim zweiten ein Auge. Seine Figur basiert auf der historischen Person Thorkell der Lange.

### Canute
Canute (クヌート Kunūto) ist ein 17-jähriger Prinz der Dänen. Sein Vater ist König Sweyn. Seine Vaterfigur ist jedoch Ragnar. Er wird zunächst als äußerst schüchtern und äußerlich weiblich dargestellt. Nach Ragnars Tod ändert sich sein Charakter jedoch stark und er beschließt ein Paradies auf Erden zu schaffen und König zu werden. Seine Figur basiert auf der historischen Person Knut der Große.

### Leif Ericsson
Leif (レイフ Reifu) ist ein alter Händler aus Grönland, der erzählt im fernen Westen einmal ein neues Land, das Vinland entdeckt zu haben. Als Thorfinn sich nach dem Tod seines Vaters Askeladds Bande anschließt und von den anderen Grönländern für Tod gehalten wird, gibt Leif nicht auf und sucht stattdessen nach Thorfinn, selbst noch Jahre später. Seine Figur basiert auf der historischen Person Leif Eriksson.

### Einar
Einar (エイナル Einaru) ist ein Bauer aus Nordengland, der nach einem Angriff auf sein Dorf in die Sklaverei verkauft wurde und im Besitz Ketils endet, wo er Thorfinn trifft und sich mit ihm anfreundet. Einar ist im Gegensatz zu Thorfinn kein Kämpfer, sondern als Bauer aufgewachsen.

### Snake
Snake (蛇 Hebi, dt. „Schlange“) ist Anführer der Söldnergruppe auf Ketils Farm und ein begabter Schwertkämpfer. Als Canutes Soldaten mit den Jomswikingern die Farm angreifen, ist er bereit zu kämpfen, obwohl er die sichere Niederlage erkennt.

### Arnheid
Arnheid ist eine Sklavin Ketils, in die sich Einar verliebt. Sie ist gutherzig und schön. Als Ketil von ihrem Fluchtversuch erfährt verprügelt er sie und sie stirbt schließlich an den schweren Verletzungen.

### Gudrid
Gudrid (グズリーズ Guzurīzu) stammt ursprünglich aus Grönland und ist Leifs Schwägerin. Ihr erster Ehemann Thorvald starb in Vinland im Kampf beim ersten Versuch der Grönländer dort eine Kolonie aufzubauen. Mit 19 soll sie daher Sigurd heiraten, aber sie flüchtet stattdessen und schließt sich Thorfinns Gruppe an. Später heiratet sie Thorfinn. Gudrid hat schwarze Haare, die sie sich in Island kurz abschnitt.

### Sigurd
Sigurd (シグルド Shigurudo) ist Halfdans Sohn und Isländer. Seine Leute nennen ihn Siggy, was er nicht ausstehen kann. Sigurd kämpft wie sein Vater mit einer Kette als Waffe. Er soll Gudrid heiraten, die sich jedoch davon schleicht.

### Hild
Hild (ヒルド Hirudo) ist eine Jägerin aus Norwegen, die mit einer Armbrust bewaffnet ist. Ursprünglich eine Erfinderin und Tischlerin änderte sie ihr Leben, nachdem Askeladds Wikingerbande ihr Dorf angriff und ihre Familie tötete. Als sie Jahre später auf Thorfinn trifft, will sie ihn aus Rache töten, doch verschont sie ihn vorerst, da sie seine Aufrichtigkeit eine friedliche Gesellschaft zu schaffen, prüfen möchte. Sie schließt sich daher seiner Gruppe an.

### Karli
Karli (カルリ Karuri) ist als Baby der einzige Überlebende einer Fehde zwischen zwei Wikingerfamilien. Thorfinn und Gudrid adoptieren das Waisenkind. Sein ständiger Begleiter ist ein Hund.

## Veröffentlichungen
Von April bis Oktober 2005 erschien Vinland Saga jede Woche als Fortsetzungsgeschichte im Shōnen Magazine, einem der auflagenstärksten Manga-Magazine. Ab Dezember 2005 wurde der Manga monatlich im sich an eine ältere Zielgruppe richtenden Afternoon fortgeführt, weil Yukimura den wöchentlichen Erscheinungsrhythmus nicht einhalten konnte. Im Juli 2025 wurde die Veröffentlichung abgeschlossen. Der Kōdansha-Verlag bringt die im Magazin vorher veröffentlichten Einzelkapitel auch in Sammelbänden (Tankōbon) heraus, von denen bislang 28 erschienen sind (Stand Juni 2024). Bis August 2022 wurden mehr als 7 Millionen Bände verkauft.
Der Manga wurde ins Chinesische, Koreanische, Italienische, Spanische, Englische und Französische übersetzt. Carlsen Manga veröffentlicht den Manga in Deutschland seit März 2012 in bisher 28 Bänden (Stand: April 2025).
Im Oktober 2020 wurde ein kurzer Manga als Crossover mit dem Videospiel Assassin's Creed Valhalla veröffentlicht.

## Anime
Eine Animeadaption des Mangas wurde im März 2018 angekündigt. Die 24-teilige Anime-Fernsehserie von Wit Studio wurde von Juli bis Dezember 2019 im NHK General TV ausgestrahlt. Sie umfasst inhaltlich den ersten von vier Handlungsbögen des Mangas. Das Animedesign übernahm Bamboo und die Spezialeffekte MADBOX. Regie führte Shūhei Yabuta. Für das Drehbuch zuständig war Kenta Ihara und für das Charakterdesign Takahiko Abiru. Letzterer hatte für die Umsetzung der Charaktere im Anime viel Freiheit. Laut Abiru wünschte sich Yukimura lediglich, dass Canutes Äußeres im Anime hübscher aussehen sollte. Deutsch untertitelt ist die Staffel bei Prime Video zu sehen, während Netflix und Crunchyroll seit dem 7. Juli 2022 auch eine synchronisierte Fassung anbieten.
Im Juli 2021 wurde bekanntgegeben, dass die Anime-Fernsehserie mit einer zweiten Staffel fortgesetzt wird. Diese hat wiederum 24 Folgen. Die Produktionsfirma wechselte von Wit Studio zu MAPPA. Die Ausstrahlung der zweiten Staffel begann in Japan am 9. Januar 2023 auf Tokyo MX, BS11 und Gifu Broadcasting. Die Staffel wird zudem auf Netflix und anderen Anbietern gestreamt. Außerhalb Japans streamt Netflix die zweite Staffel mit Ausnahme Chinas weltweit. Darüber hinaus bietet Crunchyroll die zweite Staffel mit Synchronisation in Deutsch, Englisch, Französisch, Spanisch und Brasilianischem Portugiesisch an.

### Synchronisation
| Rolle             | japanischer Sprecher (Seiyū) | deutscher Sprecher Netflix (Staffel 1&2)              | deutscher Sprecher Crunchyroll (ab Staffel 2)        |
| ----------------- | ---------------------------- | ----------------------------------------------------- | ---------------------------------------------------- |
| Thorfinn          | Yuuto Uemura                 | Nico Sablik                                           | Tommy Morgenstern                                    |
| Askeladd          | Naoya Uchida                 | Torsten Michaelis                                     |                                                      |
| Prinz Canute/Knut | Kensho Ono                   | Patrick Baehr                                         | Jan Rohrbach                                         |
| Thorkell          | Akio Ōtsuka                  | Johannes Berenz (Staffel 1) Tim Moeseritz (Staffel 2) | Johannes Berenz                                      |
| Floki             | Atsushi Ono                  | Torsten Münchow                                       | Torsten Münchow                                      |
| Leif Erikson      | Yōji Ueda                    | Joachim Kaps                                          | Joachim Kaps                                         |
| Thors             | Ken'ichirō Matsuda           | Matti Klemm                                           |                                                      |
| Erzähler          | Ken'ichirō Matsuda           | K.Dieter Klebsch                                      | K.Dieter Klebsch Erich Räuker (Erstsynchro Folge 25) |
| Asgaut            | Ryōta Takeuchi               | Peter Sura                                            | Maik Rogge                                           |
| Gunnar            | Tsuguo Mogami                | Uwe Büschken                                          | Uwe Büschken                                         |
| Thorfinn (jung)   | Shizuka Ishigami             | Melinda Rachfahl                                      |                                                      |
| Bjorn             | Hiroki Yasumoto              | Tobias Brecklinghaus                                  |                                                      |
| Ohr               | Makoto Furukawa              | Gerald Schaale                                        |                                                      |
| König Sweyn/Sven  | Takayuki Sugō                | Bert Franzke                                          |                                                      |
| Ragnar            | Jin Urayama                  | Hans Bayer                                            |                                                      |
| Helga             | Ao Takahashi                 | Melanie Hinze                                         |                                                      |
| Ylva              | Hitomi Nabatame              | Esra Vural                                            |                                                      |
| Einar             | Shunsuke Takeuchi            | Daniel Welbat                                         | Christoph Banken                                     |
| Arnheid           | Mayumi Sako                  | Berenice Weichert                                     | Jennifer Weiß                                        |
| Ketil             | Hideaki Tezuka               | Erich Räuker                                          | K.Dieter Klebsch Ralf David (Erstsynchro Folge 25)   |
| Schlange          | Fuminori Komatsu             | Torben Liebrecht                                      | Sebastian Schulz                                     |
| Dachs             | Hiroki Gotō                  | Sven Fechner                                          | Felix Würgler                                        |
| Fuchs             | Shin'ya Takahashi            | Armin Schlagwein                                      | Nico Birnbaum                                        |
| Olmar             | Yū Hayashi                   | Leonhard Mahlich                                      | Bastian Sierich                                      |
| Thorgil           | Taiten Kusunoki              | Tilo Schmitz                                          |                                                      |
| Patel             | Hiroshi Yanaka               | Rainer Doering                                        | Marco Wittorf                                        |
| Wolf              | Yasuhiro Mamiya              | Peter Flechtner                                       |                                                      |
| Glubschauge       |                              | René Dawn-Claude                                      | Andi Krösing                                         |

### Musik
Die Musik für den Anime stammt von Yutaka Yamada, der unter anderem für Tokyo Ghoul komponierte. Das Titellied in der ersten Staffel MUKANJYO stammt von der J-Rock-Band Survive Said The Prophet, während der erste Abspanntitel Torches von der japanischen Sängerin Aimer stammt. In der zweiten Hälfte der ersten Staffel wechseln die Songs. Ab der 13. Folge ist das Titellied Dark Crow von MAN WITH A MISSION und das Abspannlied Drown der Sängerin milet.  Das Titellied der zweiten Staffel ist River der Sängerin Anonymouz.

## Rezeption
Die Reihe gewann 2012 den Kōdansha-Manga-Preis in der Allgemeinen Kategorie. Außerdem war die Serie kommerziell erfolgreich, so verkaufte sich der 19. Band in den ersten drei Wochen nach Erscheinen über 120.000 mal.
Die deutsche Zeitschrift Animania schreibt, der Autor erwecke „mit erstaunlicher Faktentreue eine bewegende zeitgeschichtliche Epoche voller tiefgreifender politischer und gesellschaftlicher Umwälzungen zum Leben“ und biete „eine stimmige Darstellung der damaligen Rituale, Bräuche und Lebensumstände“. Die realistischen Bilder blieben „trotz blutig-expliziter Kampfszenen ohne den reißerischen Voyeurismus eines Berserk“. Trotz der historisch genauen Darstellung, die oft Bezug auf archäologisch verbürgte Kleidung und Gebäude nimmt, würden „die Charaktere in ihren Handlungsmotiven für den heutigen Leser dennoch greifbar“.